# المثلية الجنسية في الحيوان
يشير مصطلح الممارسة الجنسية المثلية في الحيوان إلى أي دليل موّثق لنشاط جنسي مثلي أو مثلي ازدواجي لدى فصائل الكائنات الحية الأخرى من غير الإنسان، ويتسع الاصطلاح ليشمل النشاط الجنسي المثلي، بكافة درجاته كالمداعبة الحسية والمرافقة والممارسة الجنسية الكاملة بين حيوانين من نفس النوع (ذكرين أو أنثيين). الدوافع والآثار المترتبة على هذا السلوك لا تزال غير مفهومة تماماً.
في عام 1989 ذكر تقرير أعده بروس بيجميل أنه جرى رصد قرابة 1500 فصيلة حيوانية تتدرج من الرئيسيات حتى الديدان منها 500 فصيلة موثقة توثيقاً تفصيلياً تمارس سلوكاً جنسياً مثلياً.
من المفهوم أن النشاط الجنسي في الحيوان يتخذ أشكالاً متعددة ومختلفة في بعض الأحيان عن الإنسان، كما أن الدوافع الجنسية لدى الحيوان وانعكاساتها على السلوك تختلف عنها في الإنسان وما زالت في معظم الحيوانات قيد الدراسة.
ووفقاً لبيجميل «تمتلك المملكة الحيوانية تعدداً جنسياً (يشتمل على علاقات جنسية مثلية وعلاقات جنسية ازدواجية وعلاقات جنسية لأغراض أخرى غير التناسل) وذلك على خلاف ما اعتقده العلماء والمجتمع العلمي بأسره في السابق». وهو ما تشير إليه الأبحاث الحديثة حول الموضوع فقد أشار تقرير أُعدَ عام 2009 حول بحث علمي قديم في هذا الشأن أن السلوك الجنسي المثلي يمكن اعتبارهُ سلوكاً عاماً مميزاً للملكة الحيوانية ككل.
كما يشير أيضاً الباحث وعالم الوراثة الدكتور سايمون ليفي [الإنجليزية] في بحث أجراه عام 1996: «أنه ورغم شيوع السلوك الجنسي المثلي في عالم الحيوانات، إلا أنه من غير الشائع على الإطلاق أن تطول علاقة أفراد من أي فصيل لدرجة تلغي السلوك الجنسي المغاير ولذا فإن السلوك الجنسي المثلي -إن صحت التسمية للحيوانات- يبدو نادراً».، فاستناداً على تجربة جرى إجراؤها تم عزل بعض فصائل الحيوانات لفترات طويلة حيث تواجد الذكور معاً والإناث معاَ ولم تُظهر هذه الفصائل أي بوادر لنشاط جنسي مثلي، بينما تبدي فصائل أخرى استعداداً أكبر لنشاط جنسي مثلي كبعض فصائل الخراف التي تمارس ذكورها الجنس المثلي حتى مع توافر الإناث ، وهو ما يؤكد أن الميل للسلوك الجنسي المثلي ليس مرتبطاً بالمنع والإتاحة، وأنه خاصية مميزة لفصائل معينة دون أخرى.
تُستخدم ملاحظة الجنس المثلي في الحيوانات كدليل مع وضد قبول الجنس المثلي للإنسان في آن واحد ولا سيما فيما يتعلق بما يراه البعض على «مخالفته الفطرة». فعلى سبيل المثال، ذُكرت مسألة الجنس المثلي في الحيوانات ضمن قرار المحكمة العليا للولايات المتحدة في أحد القضايا المتعلقة بالمثلية الجنسية وهو ما أطاح بقوانين منع نشاط الجنسي من نفس الجنس في 14 ولاية أمريكية. لكن الخلاف حول تأثير العادات الجنسية الحيوانية أخلاقياً ومنطقياً على العادات الجنسية البشرية لا يزال قائماً.

## فيما يتعلق بالبشر

### تطبيق مصطلح المثلية الجنسية على الحيوانات
صاغ كارل-ماريا كيرتبيني مصطلح الشذوذ الجنسي في عام 1868 لوصف الانجذاب الجنسي والنشاط الجنسي المثلي بين البشر. كان استخدامه في الدراسات على الحيوانات مثارًا للجدل لسببين رئيسيين: الجنسانية الحيوانية والعوامل المحفزة كانت ولا تزال غير مفهومة بشكل جيد، وهذا المصطلح له آثار ثقافية قوية في المجتمع الغربي لا علاقة لها بأنواع أخرى غير البشر. وهكذا تم إعطاء السلوك المثلي عدداً من الشروط على مر السنين لتحديده. فعند وصف الحيوانات وفقا لروس باجيمييه، يفضل مصطلح الشذوذ الجنسي (homosexual) على مثلي الجنس (gay)، ومثلية الجنس (lesbian)، وغيرها من المصطلحات المستخدمة حالياً، حيث ينظر إليها على أنها أكثر ارتباطا بالمثلية الجنسية البشرية.
يقول بيلي وآخرون في ورقتهم البحثية "المثلية الجنسية في الحيوانات": قد استخدم هذا المصطلح للإشارة إلى سلوك مثلي لا يعتبر جنسيا في ذاته (المثليين المترابطين في النمل الأبيض على سبيل المثال)، أو الغزل المثلي على مدى فترة قصيرة من الزمن (مثل التثبيت المثلي في الصراصير والكباش) أو الروابط الزوجية طويلة الأمد بين شركاء من نفس الجنس قد تنطوي على أي مزيج من السلوكيات المرافقة مثل المضاجعة أو الأبوة والأمومة أو السلوكيات العاطفية (مثل الروابط المثلية الزوجية في النوارس). يستخدم هذا المصطلح في البشر لوصف السلوكيات الجنسية الفردية وكذلك العلاقات طويلة الأجل، ولكن في بعض الاستخدامات يشير إلى الهوية الاجتماعية للمثليين أو المثليات. فالكتابة العلمية ستستفيد من حجز هذا المصطلح للبشر وعدم استخدامه لوصف السلوك في الحيوانات الأخرى بسبب سياقه المتجذر في المجتمع البشري ".
يتم دوماً استنباط تفضيلات الحيوانات ودوافعها من السلوك الذي تظهره. حيث يكون الباحثون عامة غير قادرين على رسم خريطة للحياة الكاملة للفرد في الحيوانات البرية، ويجب أن يستنتجوا ملاحظاتهم من تكرار الملاحظات المنفردة لسلوك معين بين أفراد مختلفين. الاستخدام الصحيح لمصطلح المثلية الجنسية هو أن يظهر الحيوان السلوك المثلي؛ ومع ذلك، فإن هذه المقالة تتفق مع استخدام المصطلح من قبل البحوث الحديثة في تطبيق مصطلح المثلية الجنسية على كامل السلوك الجنسي (الجماع، تحفيز الأعضاء التناسلية، الألعاب الجنسية، وعرض السلوك الجنسي) بين الحيوانات من نفس الجنس. يفترض أن السلوك المثلي في معظم الحالات ليس سوى جزء من الذخيرة السلوكية الجنسية للحيوان، مما يجعل الحيوان ثنائي الجنس بدلاً من كونه مثلياً جنسياً بالمعنى الذي تفهم به هذه المصطلحات في البشر. لكن مع ذلك هناك حالات مسجلة للتفضيل المثلي والأزواج المثليين كلية.[بحاجة لرقم الصفحة]

## الطبيعة
يمكن أن ينظر إلى مراقبة سلوك المثلية الجنسية في الحيوانات كحجة مؤيدة أو معارضة لقبول المثلية الجنسية في البشر، وقد تم استخدامه خصيصاً رداً على الادعاء أن المثلية خطيئة ضد الطبيعة (peccatum contra naturam). فقد تم الاستشهاد بالشذوذ الجنسي في الحيوانات على سبيل المثال من قبل الجمعية الأمريكية للطب النفسي ومجموعات أخرى في شهادتهم كخبراء من طرف ثالث للمحكمة العليا للولايات المتحدة في لورنس ضد تكساس، والتي قضت في النهاية على قوانين منع المثلية في 14 ولاية.

## الأبحاث
تفتقر أغلبية الأبحاث المتوفرة المتعلقة بالسلوك المثلي في الحيوانات إلى الفصل بين الحيوانات التي تظهر الميول المثلية حصرياً، وتلك التي تشارك في أنشطة التزاوج بين الجنس الآخر وبين أفراد الجنس الواحد بشكل متبادل. أدى عدم التمييز هذا إلى اختلاف الآراء ووجود تفسيرات متعارضة للبيانات التي تم جمعها بين العلماء والباحثين. فيؤكد بروس باجيمييه مؤلف كتاب «الوجود البيولوجي: المثلية الجنسية والتنوع الطبيعي»، على أنه لا توجد فروق تشريحية أو هرمونية بين أزواج الحيوانات المثلية الجنسية الحصرية وتلك المغايرة الحصرية. ومع ذلك، إذا كان تعريف السلوك المثلي يشمل الحيوانات التي تشارك في أنشطة التزاوج من نفس الجنس والجنس الآخر في نفس الوقت، فقد تم توثيق وجود اختلافات هرمونية في الهرمونات الجنسية الرئيسية، مثل التستوستيرون والاستراديول بالمقارنة مع أولئك الذين يشاركون فقط في التزاوج المغاير للجنس.
لا يبدو أن العديد من الحيوانات المستخدمة في الدراسات المعملية على الشذوذ الجنسي تظهر هذه النزعات بشكل عفوي في البرية. لذلك غالباً ما يثير الباحث هذا السلوك ويُبالغ فيه أثناء التجربة من خلال تدمير جزء من نسيج الدماغ، أو بتعريض الحيوان لمستويات عالية من هورمونات الستيرويد قبل الولادة. تكون المعلومات التي يتم جمعها من هذه الدراسات محدودة عندما تطبق على السلوك المثلي الجنس الذي يحدث بشكل عفوي في الحيوانات خارج المختبر.
لقد نوقش السلوك المثلي في الحيوانات منذ العصور القديمة الكلاسيكية. يبدو أن أقدم إشارة مكتوبة للجنسية المثلية الحيوانية تعود إلى 2300 سنة مضت، عندما وصف أرسطو (384–322 قبل الميلاد) الجماع بين الحمام والحجلات والسمان من نفس الجنس. كما تشير كتابات الهيروغليفية على هورابولو، التي كتبها الكاتب فيليبوس في القرن الرابع الميلادي، إلى الخنوثة في الضباع، والمثلية الجنسية في الحجلات. وتم كتابة أول مراجعة للشذوذ الجنسي من قبل عالم الحيوان فرديناند كارش هاك في عام 1900.
لم يكن وجود السلوك الجنسي المثلي قد لوحظ بشكل رسم" على نطاق واسع حتى الآونة الأخيرة، ربما بسبب تحيز المراقب بسبب المواقف الاجتماعية للسلوك الجنسي المثلي، أو الارتباك البريء، أو عدم الاهتمام، أو النفور، أو خشية العلماء من فقدان منحهم، أو حتى من الخوف من السخرية من زملائهم. تقول عالمة الأحياء بجامعة جورجتاون جانيت مان أن العلماء الذين يدرسون هذا الموضوع غالبًا ما يتهمون بمحاولة وجود أجندة خفية لهم، ويمكن أن يخضع عملهم إلى تدقيق أكثر من زملائهم الذين يدرسون موضوعات أخرى. ولاحظوا أيضاً أن ليس لكل فعل جنسي وظيفة إنجابية، وهذا صحيح بالنسبة للبشر وغير البشر. حيث يبدو أنه منتشر بين الطيور الاجتماعية والثدييات، خاصة الثدييات البحرية والرئيسيات. لا يعرف المدى الحقيقي لانتشار المثلية الجنسية في الحيوانات. في حين أظهرت بعض الدراسات السلوك المثلي في عدد من الأنواع، تكهن بيتر بوكمان المستشار العلمي لمعرض "ضد الطبيعة؟" في عام 2007، بأن المدى الحقيقي لهذه الظاهرة قد يكون أكبر بكثير مما تم الاعتراف به:
يلاحظ باجيمييه مثالاً للسلوك المثلي في الزرافات أثناء التزاوج، حيث وجد أن تسعة من كل عشرة أزواج كلامها من الذكور:
يعتقد بعض الباحثين أن هذا السلوك له أصله في التنظيم الاجتماعي الذكوري والهيمنة الاجتماعية، على غرار سمات الهيمنة الموضحة في جنسانية السجن. يشير آخرون لا سيما باجيمييه، وجوان روغاردن، وتييري لودي، وبول فاسي إلى أن الوظيفة الاجتماعية للجنس (للمثليين والمغايرين) لا ترتبط بالضرورة بالهيمنة، ولكنها تعمل على تعزيز التحالفات والروابط الاجتماعية داخل القطيع. جادل آخرون بأن نظرية التنظيم الاجتماعي غير كافية لأنه لا يمكن تفسير بعض السلوكيات المثلية، على سبيل المثال في أنواع البطريق حيث يتزاوج الذكور للأبد ويرفضون الجماع مع الإناث عندما تتاح لهم الفرصة. في حين أن التقارير حول العديد من سيناريوهات التزاوج لا تزال مجرد حكايات، تؤكد مجموعة متنامية من العمل العلمي أن المثلية الدائمة لا تحدث فقط في الأنواع ذات الروابط الزوجية الدائمة، ولكن أيضًا في الأنواع غير أحادية الزوج مثل الأغنام.
يقول تقرير علمي عن الأغنام:
هناك أفراد مثليين بوضوح من جميع أنواع الحيوانات المحلية التقليدية، من الأغنام والماشية والخيول إلى القطط والكلاب والببغاوات.

## الأساس العلمي

### الأساس الفسيولوجي
لم يتفق الباحثون على أي تفسير أو سبب فسيولوجي محدد للنشاط المثلي في الأنواع الحيوانية. يرى العديد من العلماء أن المستويات المختلفة (إما أعلى أو أقل) من الهرمونات الجنسية في الحيوان، بالإضافة إلى حجم الغدد التناسلية للحيوان، تلعب دورًا مباشرًا في السلوك الجنسي، والتفضيل الجنسي للحيوانات. يجادل آخرون بقوة أنه لا يوجد دليل يدعم هذه الادعاءات عند مقارنة حيوانات من نوع معين تعرض السلوك المثلي بشكل حصري وتلك التي لا تفعل ذلك. في نهاية المطاف، هناك دعم تجريبي من دراسات الغدد الصماء الشاملة لكلا التفسيرين. لم يجد الباحثون أي دليل على وجود اختلافات في قياسات الغدد التناسلية، أو مستويات الهرمونات الجنسية في الطيور المثلية بشكل حصري مثل النوارس الغربية ونوارس ديلاوير. ومع ذلك، عند تحليل هذه الاختلافات في الكباش ثنائية الجنس، وجد أن لدى الذكور مستويات أقل من هرمون التستوستيرون والاستراديول في دمهم، بالإضافة إلى غدد تناسلية أصغر من نظرائهم المغايرين للجنس.
تشير الدراسات الإضافية المتعلقة بمشاركة الهرمون في السلوك المثلي إلى أنه عند إعطاء علاجات هرمون التستوستيرون والاستراديول للحيوانات المغايرة جنسياً، تزيد مستويات الهرمون المرتفعة من احتمالية السلوك المثلي. بالإضافة إلى ذلك، يبدو أن زيادة مستويات الهرمونات الجنسية أثناء حمل الحيوان يزيد من احتمال قيامه بولادة نسل مثلي الجنس.

### الأساس الوراثي
وجد الباحثون أن تعطيل جين fucose mutarotase في فئران المختبر -الذي يؤثر على مستويات هرمون الاستروجين التي يتعرض له الدماغ- تسبب في جعل إناث الفئران تتصرف كما لو كانوا من الذكور من الأصل. وقال البروفيسور تشانكيو بارك من المعهد الكوري المتقدم للعلوم والتكنولوجيا في دايجون بكوريا الجنوبية الذي قاد البحث: «إن الفأرة المتحولة خضعت لبرنامج نمو طفيف في الدماغ ليشبه الدماغ الذكري من حيث التفضيل الجنسي». وقد نشرت أحدث النتائج التي توصل إليها في مجلة BMC Genetics في 7 يوليو 2010. وجدت دراسة أخرى أنه من خلال التلاعب بجين في ذباب الفاكهة (Drosophila)، يتم حث السلوك المثلي. ومع ذلك، ظهرت العديد من السلوكيات غير الطبيعية على ما يبدو بسبب هذه الطفرة بالإضافة إلى السلوك المثلي.

### الأساس العصبي البيولوجي
أظهر بحث في مارس 2011 أن السيروتونين يشارك في آلية التوجه الجنسي للفئران. وجدت دراسة أجريت على ذبابة الفاكهة أن تثبيط الناقل العصبي للدوبامين يثبط السلوك المثلي الحادث بالمختبر.

## مصطلح المثلية الجنسية في الحيوان
استخدم المصطلح للمرة الأولى بواسطة كارل ماريا كيرتبني في عام 1868 لوصف علاقة جنسية أو انجذاب جنسي بين فردين من نفس النوع ، واتسم استخدام المصطلح ذاته لوصف الفعل ذاته في الحيوانات بعدا جدليا، نظرا لأن فهم دوافع وطبيعة العلاقة الجنسية بين الحيوانات آنذاك لم تكن قد تم دراستها بالشكل التفصيلي الذي لدينا الآن، ولم تكن الأبحاث العلمية قد تقدمت بالشكل الذي يمكن العلماء آنذاك من الفصل في طبيعة الأمر وأسبابه، كما أن المصطلح ارتبط ثقافيا وتاريخيا بمسائل شائكة كان العلماء في حل من الخوض فيها.
و لكن الثابت علميا الآن أن تفضيلات ودوافع الحيوان يمكن استقراؤهما من السلوك، ولذا يخضع علماء الحيوان حيوانات التجارب لفترات طويلة من المراقبة في الطبيعة للوقوف على أسباب ظهور سلوكيات معينة لدى الحيوان، وهو الأمر الذي يستحيل تطبيقه مع بعض المفترسات كالقطط الكبيرة (النمور والفهود وغيرها)، لذا اصطلح العلماء على استخدام المصطلح في صورة «أن الحيوان يظهر سلوكا مثليا» 
و هو ما يفترض علميا أن الحيوان كان طبيعيا في طور ما من أطوار حياته ثم أظهر سلوكا مثليا وقت مراقبته، ولكن هذه الصيغة أيضا غير صحيحة بالكلية، فهناك حالات كثيرة مسجلة لفصائل من الحيوانات تظهر سلوكا مثليا يصاحبها منذ الميلاد إلى الممات.
و بوجه عام يستخدم هذا المقال، الصيغة الحديثة للفظ المثلية الجنسية في الحيوان، التي تشير إلى المرافقة، المداعبة الجنسية، الممارسة الجنسية الكاملة وصولا للإشباع بين حيوانين من نفس النوع سواء ذكرين أو أنثيين.

## أبحاث على السلوك المثلي في الحيوان
لم يرصد السلوك المثلي في الحيوان بشكل علمي رسمي إلا قريبا، ولربما كان ما شجع العلماء لرصد وتوثيق الظاهرة بشكل علمي هو الزخم الإعلامي  الذي أحدثته مشكلة حقوق المثليين في العالم الغربي، وتشير الدكتورة جانيت مان [الإنجليزية] الباحثة البيولوحية في جامعة جورج تاون الأمريكية أن «الباحثين في هذا المجال عادة ما يتهمون بأنهم مدفوعون بأجندات فكرية معينة تهدف للترويج للمثلية الجنسية» 
و لكن على الجانب الآخر يمكن أن نرى شبه إجماع بين علماء الأحياء على أنه «ليس كل سلوك جنسي يتم بهدف التناسل، وهذا مثبت علميا في الإنسان وفي الحيوان كذلك»  فالجنس في غير مواسم التناسل معروف بين معظم الثدييات والرئيسيات والطيور والأسماك أيضا، ويشير الباحث بيتر بيكمان، منسق معرض ضد الطبيعة؟ في عام 2007، إلى أنه:
«لم يثبت حتى الآن وجود فصيلة حيوانية لا يمارس بعض أفرادها الجنس المثلي باستثناء الفصائل الحيوانية التي لا تحتاج لممارسة الجنس كقنفذ البحر مثلا، فضلا عن أن هناك العديد من فصائل المملكة الحيوانية مخنثة بالخلقة، وبالتبعية لا يمكن النظر في مسألة مثليتها من عدمها، لأن المثلية الجنسية في هذه الحالة هي الأصل» 
و يشير الدكتور بروس بيجميل إلى أحد أشهر الأمثلة على حدوث الجنس المثلي في الحيوانات، ففي موسم تزاوج الزراف، ينتهي الأمر بأن من بين كل عشر زيجات يقوم بها الزراف تسع على الأقل تتم بين زرافين ذكرين، ويصنف العلماء دوافع الزراف الذكر للجماع المثلي في احتمالية أنه يتم للاستمتاع أو إظهار السيطرة أو الحميمية بين ذكور الزراف.
و تؤكد أبحاث أخرى أن الجنس المثلي بين ذكور الزراف دوافعه تعود لإظهار السيطرة على القطيع، بينما يرجح علماء آخرون من بينهم جوان روجاردان [الإنجليزية], بروس بيجميل وتييري لوديه [الإنجليزية] وبول فاسيه [الإنجليزية]أن السلوك المثلي في الحيوانات ليس بالضرورة مرتبطا بإظهار السطوة والسيطرة على القطيع، ويستدلون على ذلك بسلوك بعض أفراد البطريق، التي يمارس بعض ذكورها الجنس سويا إلى نهاية حياتهم حتى في حال توافر الإناث. وعلى الرغم من قصور البحث العلمي بشأن تحديد الدوافع بشكل دقيق، فإن السلوك الجنسي المثلي بين الذكور بعيدا عن المنافسة وفي وفرة من الإناث معروف بين فصائل كثيرة من الطيور وبين فصائل من الخراف أيضاً.
«حوالى 8% من ذكور الخراف تظهر ميلا جنسيا تجاه الذكور وقد أظهرت الدراسات التشريحية نشاطا في بعض الخلايا المخية لدى ذكور الخراف يحدث عند اللقاء الجنسي عنه في نفس الخلايا في الإناث».
و في واقع الحال فإن هناك ممارسات جنسية مثلية واضحة ومسجلة في الفصائل المستأنثة من الحيوان كالخراف والخيول والقطط والكلاب وغيرها.

## بعض الفصائل التي سجلت سلوكاً مثلياً

### الطيور

#### البجع الأسود
يصل تعداد الزيجات المثلية بين أفراد البجع الأسود إلى الربع تقريباً من إجمالي الزيجات الناجحة، ويبني ذكري البجع الأسود عشاً لهما تماما كما في الأحوال الطبيعية، أو يعيشون في ثلاثيات (Threesome) ذكريين وأنثى في عش واحد، وفي موسم التزاوج قد يأتي أحد الذكرين بأنثى يلقحها أحدهما أو كلاهما ثم تضع الأنثى البيض ويتولى الذكرين الزوجين رعاية البيض وتربية الأفراخ الصغيرة بعد الفقس. وهو أمر شائع أيضاً في ذكور بجع النحام الأكبر.

#### النورس
يتراوح تعداد الزيجات المثلية في النورس ما بين 10 إلى 15% من إجمالي الزيجات الناجحة.

#### طائر أبو منجل
أبو منجل هو طائر مشهور في الريف المصري وفي البيئات الفيضية، وقد أثبتت الأبحاث الطبية أن مستحضر ميثيل الزئبق الذي يترسب في التربة والمجاري المائية من المخلفات الزراعية له تأثير على سلوك هذا الطائر، فزيادة هذا المركب في المستنقعات المائية التي يعيش بها يؤدي لزيادة الميول الجنسية المثلية عند الطائر.

#### البط البري
يتلاقى الذكور والإناث في موسم الإخصاب، ولكن بعده يعود الذكران للعيش معاً ورعاية البيض، وتظهر الدراسات شيوع الجنس المثلي بين ذكور البط البري بنسبة تصل إلى 19% من إجمالي أفراد القطيع.

#### البطريق
في أوائل عام 2004 نشرت نيويورك تايمز خبراً عن زوجين ذكرين من أحد فصائل البطريق في حديقة سنترال بارك بمدينة نيويورك، وذكرت تفاصيلاً عن أن الذكرين يرعيان بيوضاً حصلا عليها من أنثى كانا سبق أحدهما أن قام بتلقيحها، وأشار الخبر إلى أن هذه الحادثة ليست الأولى من نوعها في سنترال بارك.

#### النسر الأسمر
هناك العديد من الحالات المسجلة لتزاوج ذكور النسر الأسمر، وتزاوجهم وبناؤهم أعشاش، أشهرها الحالة التي سجلتها حديقة حيوان فلسطين عام 1998.

#### الحمام
يتميز الحمام بإمكانية ممارسة الجنس المثلي بين ذكوره معاً أو إناثه معاً، وكثيراً ما تضع الإناث التي تعيش معاً بيوضاً غير ملقحة، كما تم ملاحظة أن بعض أفراد الحمام يستثارون جنسياً من بعض الأشياء غير الحية ويحاولون مداعبتها فيما يشبه الفتيشية عند الإنسان.[بحاجة لمصدر]

### الثدييات

#### دولفين الأمازون
تظهر الدراسات الحديثة أن بعض دلافين نهر الأمازون تمارس الجنس الجماعي في حلقات مؤلفة من 3 إلى 5 أفراد تتضمن جنساً مثلياً بين أفراد من نفس النوع، فعادةً ما تتكون المجموعة من ذكرين بالغين وذكر صغير وأنثيين أو ثلاث إناث.
و تحت الرقابة المعملية تمكنَ العلماء من رصد ممارسة جنسية فريدة من نوعها في عالم الحيوان حيث يقوم ذكر الدولفين بإدخال قضيبه في فتحة أنف ذكر أو أنثى أخرى فيما يشبه الجنس الفموي عند الإنسان.

#### البيسون
يمارس بعض ذكور الثور الأمريكي الممارسة الجنسية الشرجية، وتمارس بعض قبائل الهنود الحمر المتبقة في الولايات المتحدة طقوساً تشير لهذه الظاهرة.

#### قردة البونوبو والقردة العليا
مجتمع البونوبو هو مجتمع أمومي، تتزعمه أكبر إناث القطيع، وهو أمر نادر الحدوث في قطعان القردة العليا بوجه عام، ويتميز البونوبو بكونه فصيلة مزدوجة الهوية الجنسية بشكل كامل، فأغلب ذكور البونوبو يمارسون الجنس مع الذكور والإناث وأغلب إناثها تمارس الجنس مع الإناث والذكور كذلك، وتحدث الممارسة الجنسية بنسبة 60% بين إناث وإناث في قردة البونوبو، وقد تم تسجيل حالات مماثلة في معظم القردة العليا وصولاً للإنسان.

#### الفيلة
تمارس أيضاً بعض ذكور الفيلة الإفريقية والآسيوية الجنس المثلي وعادة ما يكون مصحوباً بممارسات أخرى كالتقبيل والمداعبة وغيرها. وعادة ما تستمر العلاقة بين ذكري الفيل لعدة سنوات وذلك على عكس العلاقة الجنسية بين ذكر وأنثى الفيل التي تستمر لفترة موسم التزاوج وحسب.

#### الزراف
يمارس أغلب ذكور الزراف ممارسة جنسية مثلية، ولكن عادة ما تكون مصحوبة بسلوك شبه عدواني كالتلاطم بالرقاب، ولكن أثبتت الأبحاث أن هذه الممارسات شبه العدوانية مألوفة كذلك بين ذكور وإناث الزراف في الممارسة الجنسية الطبيعية، وهو ما يرجح كفة أن هذا السلوك هو جزء من التقرب للطرف الآخر وليس عدوانياً.

#### الأسود
تم تسجيل عدد من المشاهدات للأسود ذكوراً وإناثاً أثناء انخراطها في ممارسات جنسية مثلية، وتصل نسبة الذكور الممارسة للجنس المثلي حوالي 8% من إجمالي ذكور القطيع، بينما لم سجلت الإناث معدلاً أقل تحت الرقابة المعملية ولم تسجل أي حالات جنس مثلي بين الإناث في الطبيعة.

## وصلات خارجية
- ناشونال جيوغرافيك (بالإنجليزية)
- السلوك المثلي في الحيوانات من منظور تطوري (بالإنجليزية)
- Driscoll, E. V. (2008), Bisexual Species, Scientific American Mind, 19(3), pp. 68–73. (بالإنجليزية)